# Sthavira nikaya
Sthavira nikāya (sánscrito "orden de los ancianos";) fue una de las primeras escuelas budistas. La orden Sthavira se separó de la mayoría (Mahāsāṃghikas) durante el segundo concilio budista, durante el primer cisma en la sangha budista.
El texto Mahāsāṃghika Śāriputraparipṛcchā, afirma que el concilio se convocó en Pāṭaliputra sobre asuntos de vinaya (regla monástica), y explica que el cisma ocurrió cuando la mayoría (mahā saṃgha) se negó a aceptar la adición de reglas al vinaya por parte de la minoría (los sthaviras). Los Mahāsāṃghikas, por lo tanto, vieron a los Sthaviras como un grupo disidente que intentaba modificar el vinaya original.
Los estudiosos modernos en general han estado de acuerdo en que la cuestión en disputa era en realidad una cuestión de vinaya, y han notado que el relato de los Mahāsāṃghikas se ve reforzado por los propios textos de vinaya, ya que los vinayas asociados con escuelas de la orden Sthavira contienen más reglas que los de la Mahāsāṃghika. La erudición moderna, por lo tanto, está de acuerdo en general en que el vinaya Mahāsāṃghika es el más antiguo.
La escuela Theravāda de Sri Lanka y el sudeste asiático se ha identificado exclusivamente con los Sthaviras, ya que la palabra pali "thera" es equivalente a "sthavira" en sánscrito. Esto ha llevado a los primeros historiadores occidentales a suponer que son idénticos. Sin embargo, este no es el caso porque en la era de Ashoka la orden Sthavira ya se había dividido en varios grupos. Estas sectas incluyen: Sarvāstivāda, Vatsīputrīya (Pudgalavada), Vibhajyavāda (que se divide en Mahīśāsaka, Dharmaguptaka, Kāśyapīya y Tāmraparnīya, más tarde llamada "Theravāda").
Comenzando con la crónica de Dīpavaṃsa en el siglo IV, los Theravādas del monasterio Mahāvihāra en la ciudad de Anuradhapura, Sri Lanka intentó identificarse con la secta original de Sthavira. El Dīpavaṃsa aclara que el nombre Theravāda se refiere a las "antiguas" enseñanzas, sin dar ninguna indicación de que se refiera al Segundo Concilio. 